# Gråparakit
Gråparakit (Psittacula bensoni) är en utdöd fågel i familjen östpapegojor inom ordningen papegojfåglar.

## Utbredning och utdöende
Arten förekom tidigare på ön Mauritius. Den rapporterades senast 1764 och antas ha dött ut kort därefter på grund av jakt. Rapporter från La Réunion tros syfta på denna eller en närbesläktad art.

## Namn
Fågelns vetenskapliga artnamn hedrar Constantine Walter Benson (1909-1982), engelsk kolonial administratör, ornitolog och samlare av specimen.